# Erica herbacea
Erica carnea là một loài thực vật có hoa trong họ Thạch nam. Loài này được L. mô tả khoa học đầu tiên năm 1753. Nó phát triển ở vùng núi phía tây, trung và đông nam châu Âu và có cả ở Ma-rốc.  Nhiều giống được sử dụng làm cây cảnh.

## Hình ảnh

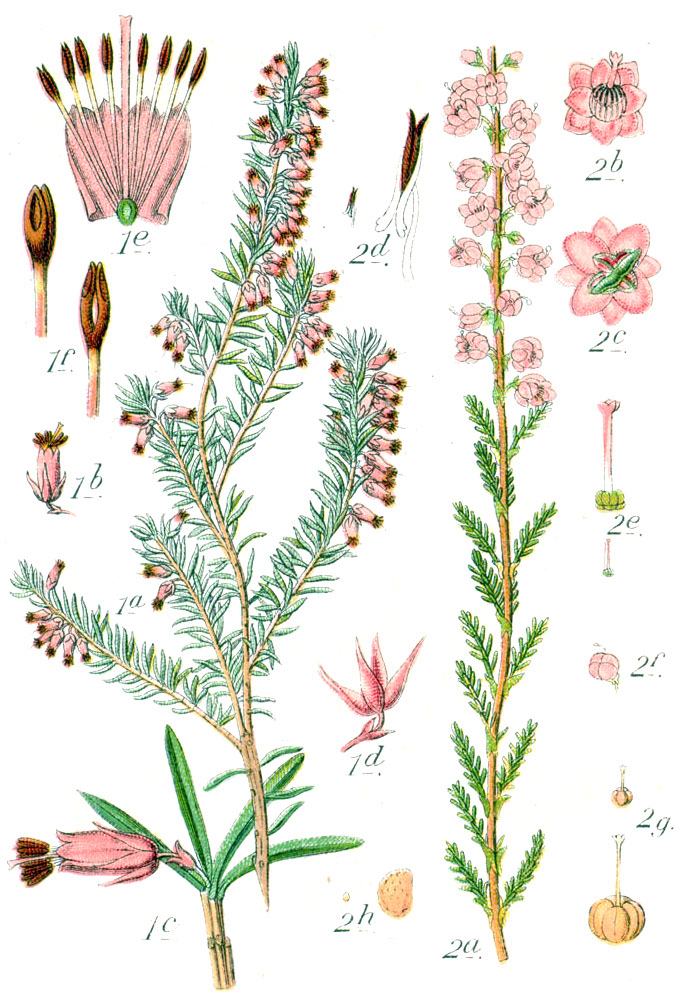
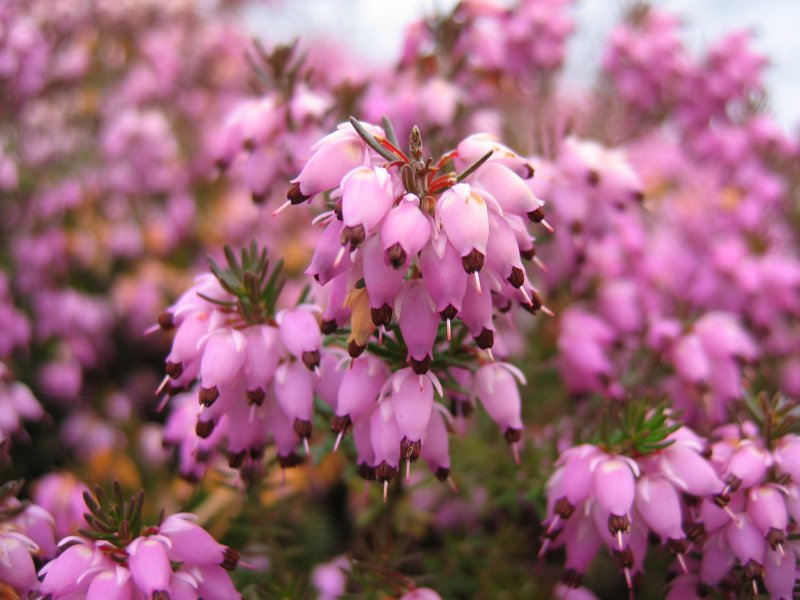
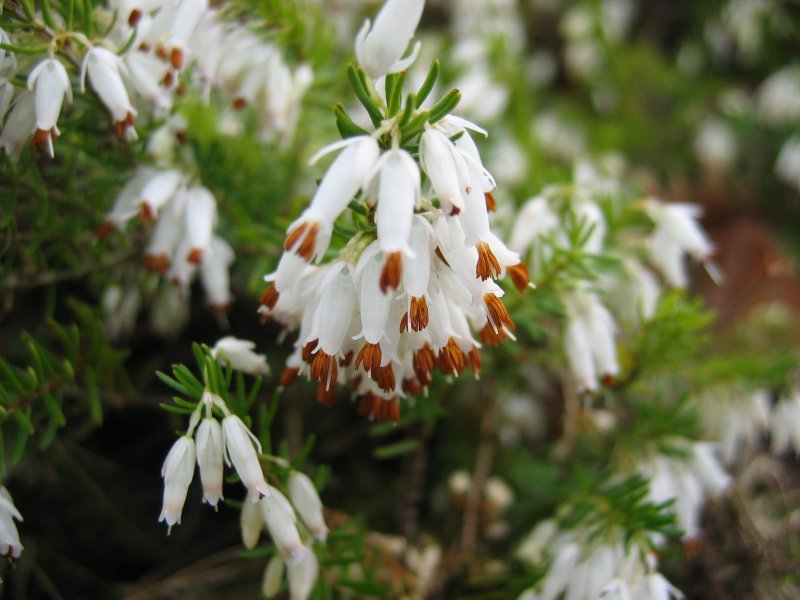
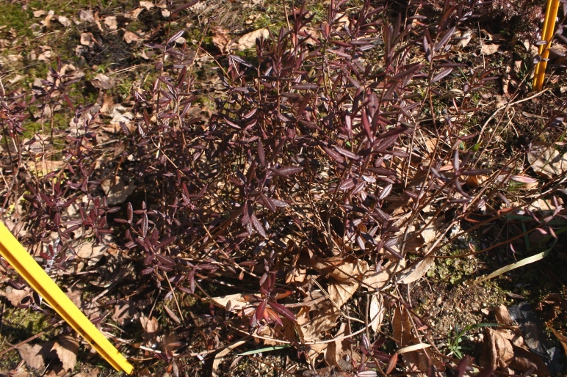